# Broken Frame Tour
Broken Frame Tour - шостий концертний тур британської групи Depeche Mode.

## Треклист
1. Oberkorn (It's a Small Town) (intro)
2. My Secret Garden
3. See You
4. Satellite
5. New Life
6. Boys Say Go!
7. Tora! Tora! Tora!
8. Nothing to Fear
  - Big Muff
9. Leave in Silence
10. Shouldn't Have Done That
11. Monument
  - Get the Balance Right!
12. The Meaning of Love
13. Just Can't Get Enough
14. A Photograph of You
15. The Sun and the Rainfall
16. Shout!
17. Photographic
18. Dreaming of Me

## Концерти
| №  | Дата              | Місце проведення                       |
| -- | ----------------- | -------------------------------------- |
| 1  | 4 жовтня 1982     | Чіппенхем, Англія                      |
| 2  | 6 жовтня 1982     | Дублін, Ірландія                       |
| 3  | 7 жовтня 1982     | Корк, Ірландія                         |
| 4  | 8 жовтня 1982     | Голвей, Ірландія                       |
| 5  | 10 жовтня 1982    | Саутгемптон, Англія                    |
| 6  | 11 жовтня 1982    | Лестер, Англія                         |
| 7  | 12 жовтня 1982    | Брайтон, Англія                        |
| 8  | 13 жовтня 1982    | Уесткліфф-он-Сі, Англія                |
| 9  | 15 жовтня 1982    | Бристоль, Англія                       |
| 10 | 16 жовтня 1982    | Бірмінгем, Англія                      |
| 11 | 17 жовтня 1982    | Бірмінгем, Англія                      |
| 12 | 19 жовтня 1982    | Глазго, Шотландія                      |
| 13 | 20 жовтня 1982    | Единбург, Шотландія                    |
| 14 | 21 жовтня 1982    | Ньюкасл-апон-Тайн, Англія              |
| 15 | 22 жовтня 1982    | Ліверпуль, Англія                      |
| 16 | 24 жовтня 1982    | Лондон, Англія                         |
| 17 | 25 жовтня 1982    | Лондон, Англія                         |
| 18 | 27 жовтня 1982    | Манчестер, Англія                      |
| 19 | 28 жовтня 1982    | Шеффілд, Англія                        |
| 20 | 29 жовтня 1982    | St Austell, Англія                     |
| 21 | 25 листопада 1982 | Стокгольм, Швеція                      |
| 22 | 26 листопада 1982 | Копенгаген, Данія                      |
| 23 | 28 листопада 1982 | Бохум, Німеччина                       |
| 24 | 29 листопада 1982 | Кельн, Німеччина                       |
| 25 | 30 листопада 1982 | Гамбург, Німеччина                     |
| 26 | 2 грудня 1982     | Ганновер, Німеччина                    |
| 27 | 3 грудня 1982     | Берлін, Німеччина                      |
| 28 | 4 грудня 1982     | Гослар, Німеччина                      |
| 29 | 5 грудня 1982     | Мюнхен, Німеччина                      |
| 30 | 7 грудня 1982     | Штутгарт, Німеччина                    |
| 31 | 9 грудня 1982     | Саарбрюкен, Німеччина                  |
| 32 | 10 грудня 1982    | Мінден, Німеччина                      |
| 33 | 12 грудня 1982    | Брюссель, Бельгія                      |
| 34 | 14 грудня 1982    | Утрехт, Нідерланди                     |
| 35 | 7 лютого 1983     | Франкфурт-на-Майні, Німеччина          |
| 36 | 24 березня 1983   | Нью-Йорк, Сполучені Штати Америки      |
| 37 | 25 березня 1983   | Торонто, Канада                        |
| 38 | 26 березня 1983   | Чикаго, Сполучені Штати Америки        |
| 39 | 28 березня 1983   | Ванкувер, Канада                       |
| 40 | 29 березня 1983   | Сан-Франциско, Сполучені Штати Америки |
| 41 | 30 березня 1983   | Лос-Анджелес, Сполучені Штати Америки  |
| 42 | 2 квітня 1983     | Токіо, Японія                          |
| 43 | 3 квітня 1983     | Токіо, Японія                          |
| 44 | 6 квітня 1983     | Гонконг, Китай                         |
| 45 | 9 квітня 1983     | Бангкок, Таїланд                       |
| 46 | 10 квітня 1983    | Бангкок, Таїланд                       |
| 47 | 28 травня 1983    | Шютторф, Німеччина                     |